# Liste magischer Schriften
Die Liste magischer Schriften gibt einen Überblick überlieferter Grimoires, Zauberschriften, magischer Manuskripte und Papyri bis um das Jahr 1800. Je nach Inhalt der Schrift ist eine Einteilung in unten stehende Kategorien erfolgt, der Übergang ist oft fließend und einige Schriften lassen sich auch in mehrere Kategorien einordnen. Die Schriften sind versehen mit Erscheinungsjahr und Urheber, soweit bekannt, oder einem Hinweis auf die angebliche Autorschaft durch eine legendäre Figur, soweit gegeben.

## Vorchristliche magische Schriften
Diese Schriften, die auf Tontafeln, Steinwänden, Schriftrollen oder frühen Codices erhalten sind, beinhalten eine Mischung zwischen Religion und Magie. In zahlreichen antiken Kulturen war Magie fester Bestandteil der Religion.
|  | Titel                           | Inhalt/Anmerkungen | Autor          | Zeitalter/Jahr                                                        | Ort/Aufbewahrungsort                               |
|  | ------------------------------- | --- | -------------- | --------------------------------------------------------------------- | -------------------------------------------------- |
|  | Papyri Graecae Magicae          | Eine Sammlung von Papyri. Die Texte sind in griechischer Sprache verfasst und enthalten Invokationen, Sprüche und Formeln zu verschiedenen Zwecken für Nutz- und Schadenzauber, Beschwörungen von Geistwesen und Göttern und eine genaue Beschreibung einer Initiation. Diese Schriften enthalten das esoterische Weltbild der späten Antike und geben die damalige griechische, ägyptische und jüdische Weltanschauung wieder. Unter den Papyri befinden sich auch liturgische Texte, die in der ägyptischen Spätzeit im Tempelkult verwendet wurden.                                                                                   | unbekannt      | 150 v. Chr. bis 500 n. Chr. Zeit des von den Römern besetzten Ägypten | Ägypten                                            |
|  | Das achte und zehnte Buch Moses | Ein Papyrus, der zu den Papyri Graecae Magicae zählt, enthält ein langes Ritual in drei Fassungen. Dazu kommen eine Unterweisung durch den Erzengel, das 10. Buch Mose und ein Gebet des Mose, an die Mondgöttin Selene gerichtet. Der Text enthält den Hinweis auf einen Schlüssel des Moses, in dem zusätzliche Riten und Geheimnamen zu finden sind. Die Bezeichnung als 8. und 10. Buch Mose erklärt sich daraus, dass diese Zahlen in der spätantiken Symbolik als vollkommen galten. Die heute existierenden 9., 11., 12. und 13. Bücher Mose sind neuzeitliche Sammelwerke, die aus verschiedenen alten Schriften erstellt wurden | angeblich Mose | 4. Jahrhundert n. Chr.                                                | Leiden/Holland                                     |
|  | Papyrus BM 10808                | Eine Beschwörung dreier Fieberdämonen, bestehend aus drei Sprüchen, die nacheinander Sro, Kai und Tepie ansprechen. | unbekannt      | 2. Jahrhundert n. Chr.                                                | Oxyrhynchos/Ägypten                                |
|  | Merseburger Zaubersprüche       | Zwei Zauberformeln germanisch-heidnischer Religiosität in althochdeutscher Sprache | unbekannt      | 9./10. Jahrhundert                                                    | Merseburger Domstiftsbibliothek, Codex 136, f. 85r |
|  | Codex Tro-Cortesianus           | Ein Zauberbuch der Maya, das Einblicke in deren religiöses Leben gibt. Es enthält Venustafeln und einen Abschnitt, der sich mit Bienenzucht beschäftigt. Vermutlich wurde das Buch für astrologische Weissagungen verwendet und erlaubte die Festlegung der besten Saat- und Erntedaten, sowie des Zeitpunktes für Opferrituale. Es besteht aus dem Codex Tro und dem Codex Cortesianus. | unbekannt      | unbekannt                                                             | Museo de las Americas, Madrid                      |

## Schwarzmagische Schriften
Oft anonym oder unter einem Pseudonym verfasste Schriften, die Schwarze Magie, Schadenzauber, Dämonenbeschwörung, Nekromantie oder die Herbeirufung Luzifers enthalten.

### Schriften bis 500 n. Chr.
|  | Titel             | Inhalt/Anmerkungen | Autor     | Zeitalter/Jahr            | Ort/Aufbewahrungsort |
|  | ----------------- | --- | --------- | ------------------------- | -------------------- |
|  | Fluchtafeln       | Bleibleche (Blei von Larzac) mit Inschriften für Schadenzauber | unbekannt | ab 6. Jahrhundert v. Chr. | unbekannt            |
|  | Testament Salomos | Ein in Griechisch verfasstes Zauberbuch. Darin wird beschrieben, wie ein Engel Gottes König Salomo einen Ring gibt, mit dessen Hilfe er alle Dämonen dienstbar machen kann, weil sie ihm ihren Namen nennen müssen. Es werden Dämonennamen aufgezählt und deren Funktion angegeben. | unbekannt | 4. Jahrhundert n. Chr.    | unbekannt            |

### Schriften des Mittelalters
|  | Titel                                                                   | Inhalt/Anmerkungen | Autor                                                    | Zeitalter/Jahr                    | Ort/Aufbewahrungsort     |
|  | ----------------------------------------------------------------------- | --- | -------------------------------------------------------- | --------------------------------- | ------------------------ |
|  | Das Schwurbuch des Honorius Liber Juratus                               | Ein Beschwörungsbuch, das in mehreren Ausgaben vorhanden und weitgehend mit der Ars Notoria identisch ist. Andere Versionen richten sich nach Heinrich Cornelius Agrippa von Nettesheim und Pietro d’Abano. Eine Ausgabe, Sloane MS 313, beinhaltet handschriftliche Notizen von John Dee.          | Pseudonym Honorius, Magister von Theben und Sohn Euklids | erste Hälfte des 13. Jahrhunderts | British Museum of London |
|  | Höllenzwang auch Geisterzwang                                           | Bezeichnung verschiedener Schriften der schwarzen Magie. Neben den sogenannten Jesuitenhöllenzwängen tragen weitere Schriften Titel, wie Libellus Magnus oder der Hauptzwang der Geister, Ludwig von Cyprian des weltweisen Höllen-Zwang, Trinum Perfectum Albae et Nigrae oder Zwang des Albiruth. | unbekannt                                                | ab 1403                           | unbekannt                |
|  | Conjurationes adversus principem tenebrarum auch: Coniurationes Demonum | Eine geistliche lateinische Schrift. Eine Anleitung zur Dämonenbeschwörung, sowie Schutzgebete | angeblich Papst Honorius III.                            | 15. Jahrhundert                   | unbekannt                |
|  | Das Schwert des Moses                                                   | Eine Zusammenstellung von Zaubersprüchen in hebräischer Sprache | angeblich Mose                                           | Mittelalter                       | unbekannt                |

### 16. Jahrhundert
|  | Titel                                                          | Inhalt/Anmerkungen | Autor                     | Zeitalter/Jahr | Ort/Aufbewahrungsort        |
|  | -------------------------------------------------------------- | --- | ------------------------- | -------------- | --------------------------- |
|  | Herpentils Schwarze Magie                                      | Der vollständige Titel gibt auch den Inhalt des Buches wieder: Des hochwürdigen Herpentils, der Gesellschaft Jesu Priester, kurzer Begriff der übernatürlichen schwarzen Magie, enthaltend Beschwörungen und Namen der mächtigen Geister und deren Siegeln, oder das Buch der stärksten Geister, eröffnend die großen Heimlichkeiten aller Heimlichkeiten | angeblich J. A. Herpentil | 1505           | Salzburg                    |
|  | Grimorium VerumGrimorimium Verum                               | Es lehnt sich an den Schlüssel Salomons (Clavicula Salomonis) an. Das Buch besteht aus drei Teilen. Der erste Teil beschreibt Charakter und Siegel der Dämonen, es folgt die Beschreibung der übernatürlichen Kräfte, die Dämonen vermitteln können. Der dritte Teil enthält die Anwendung für das Ritual zur Dämonen-Anrufung | angeblich Alibeck         | 1517           | angeblich Memphis (Ägypten) |
|  | Inbegriff der übernatürlichen Magie                            | Laut Titelseite: Buch von den Beschwörungen einiger Dämonen ersten Rangs | angeblich J. A. Herpentil | 1519           | unbekannt                   |
|  | Das Grand GrimoireDer Rote Drache                              | Ein französisches Zauberbuch, das im Jahr 1522 entstanden sein soll, aber wahrscheinlich eine Fälschung des 19. Jahrhunderts darstellt, die das Werk als Vorläufer des Schlüssel Salomons und Agrippas von Nettesheim ausgeben will. Eine deutsche Fassung hat den Titel Die Kunst, den Geistern des Himmels, der Luft, der Erde und der Hölle zu befehlen, nebst dem großen Gremoire, der schwarzen Kunst und den höllischen Kräften des Dr. J. Karter, der Clavicula Salomonis, und dem wahren Geheimnisse, die Todten sprechen zu lassen und alle verborgenen Schätze zu entdecken. Im ersten Buch wird auf die Voraussetzungen und Vorbereitungen eingegangen, die der Magier zu erfüllen und auszuführen hat. Danach folgen vier Beschwörungen und der Pakt mit Luzifer. Das zweite Buch gibt einen Katalog von Geistern und deren Beschwörungen an. Hier lehnt sich das Grimoire an das Lemegeton und an das Pseudomonarchia Daemonum. | unbekannt                 | angeblich 1522 | unbekannt                   |
|  | De pseudomonarchia daemonum Die falsche Herrschaft der Dämonen | Es beinhaltet eine Liste von 72 Dämonen, die auf den ersten Teil des Lemegetons (Goetia) zurückgeht. Angeblich schloss König Salomo diese Dämonen in ein Gefäß ein und versenkte es dann in einem tiefen See. Die Babylonier, die es gefunden haben sollen, zerbrachen das Gefäß, da sie glaubten, einen verborgenen Schatz entdeckt zu haben. Dadurch erlangten die Dämonen wieder ihre Freiheit. Nur Belial wird anders dargestellt, als Weissager, der für ihm dargebrachte Opfer die Zukunft voraussagt | Johann Weyer              | 1568           | unbekannt                   |
|  | Discovery of witchcraft                                        | Eine Schrift mit Anleitungen und Erklärungen über Geister- und Dämonenbeschwörung. Enthält neben dem Pseudomonarchia daemonum auch die Stunden, in denen man Dämonen herbeirufen kann, wie man einen Geist in eine Kristallkugel bannt, einen Exorzismus etc. | Reginald Scott            | 1584           | London                      |

### 17. Jahrhundert
|  | Titel                                                            | Inhalt/Anmerkungen | Autor                         | Zeitalter/Jahr      | Ort/Aufbewahrungsort |
|  | ---------------------------------------------------------------- | --- | ----------------------------- | ------------------- | -------------------- |
|  | Grimoire du pape Honorius Der große Grimoir des Papstes Honorius | Ein Geisterzwang mit Beschwörungen, magischen Tagen und Anweisungen zur Herbeirufung von helfenden Geistern | angeblich Papst Honorius III. | Erstdruck 1629      | unbekannt            |
|  | Lemegeton Clavicula Salomonis                                    | Ein schwarzmagisches Zauberbuch, das eine Liste und Anweisungen zur Beschwörung von Dämonen, Zaubersprüche und Schadenzauber enthält. Die Schrift setzt sich aus folgenden Teilen zusammen: - Ars Almadel (arab.: magische Offenbarung). Die älteste Form des Clavicula Salomonis. Das Almadel ist eine nekromantische Schrift, die ausführlich die Dämonennamen, deren Charaktere und Anrufung beschreiben. Wird in der Literatur oft auch als der echte Schlüssel Salomos bezeichnet - Ars Notoria Zeremonien und Gebete um alles Wissen der Welt, Wissen um die Zukunft und verborgene Dinge zu erlangen. Beinhaltet auch einen Pakt mit Dämonen und Amulettzauber - Ars Nova, enthält magische Kreise, Hexagramme, die göttlichen Namen und Gebete bzw. Beschwörungen - Ars Paulina, beinhaltet die Tages- und Nachtdämonen sowie die Tierkreiszeichen - Ars Goetia - Theurgia Goetia, hier sind die Dämonen der Kardinalpunkte und ihre Gehilfen enthalten | angeblich Salomo              | 17. Jahrhundert     | unbekannt            |
|  | Le véritable Dragon Rouge auch Le véritable Dragon Noir          | Ein parodistisches Zauberbuch (Verballhornung), das ein langes Ritual zur Anrufung Luzifers enthält. Manche Textteile werden in die Zeit der Französischen Revolution eingeordnet. Die deutsche (etwas abgewandelte) Übersetzung ist der Wahrhaftige feurige Drache | unbekannt                     | ca. 17. Jahrhundert | Frankreich           |

### 18. und 19. Jahrhundert
|  | Titel                          | Inhalt/Anmerkungen | Autor      | Zeitalter/Jahr         | Ort/Aufbewahrungsort  |
|  | ------------------------------ | --- | ---------- | ---------------------- | --------------------- |
|  | Der wahrhaftige feurige Drache | Dieses Buch enthält ein langes Ritual zur Anrufung Luzifers. Es ist die deutsche, leicht abgewandelte Übersetzung des Le véritable Dragon rouge. Ein parodistisches Zauberbuch, das meist als Anhang des sechsten und siebenten Buch Mosis publiziert wird  | unbekannt  | 18./19. Jahrhundert    | ETH-Bibliothek Zürich |
|  | La véritable magie noire       | Dieses Buch gehört zu den zahlreichen Grimoires, die König Salomon zugeschrieben wurden. Es beinhaltet Rituale zur Verwirklichung der Liebe, der Schatzgräberei und Nekromantie, sowie Rituale für das Glück im Spiel oder das Erlangen der Unsichtbarkeit. | Ioré Grego | 1750 – laut Titelseite |                       |

### Schriften ohne Datierung
|  | Titel             | Inhalt/Anmerkungen                                            | Autor     | Zeitalter/Jahr | Ort/Aufbewahrungsort |
|  | ----------------- | ------------------------------------------------------------- | --------- | -------------- | -------------------- |
|  | Der goldene Brunn | Es enthält Beschwörungen von Geistern und Verfluchungsformeln | unbekannt | unbekannt      | unbekannt            |

## Philosophische Lehrschriften der Magie
Oft bekannte Autoren, wie John Dee, Heinrich Cornelius Agrippa von Nettesheim oder Gerhard von Cremona setzen sich wissenschaftlich mit Magie auseinander. Thematisiert werden die magia naturalis, okkulte Wissenschaften, die Kabbala, Alchemie, sowie detaillierte und meist neu entwickelte Beschwörungstechniken. Sie sind sozusagen Lehrbücher der Magie.

### Mittelalter
|  | Titel                                                    | Inhalt/Anmerkungen | Autor                        | Zeitalter/Jahr         | Ort/Aufbewahrungsort     |
|  | -------------------------------------------------------- | --- | ---------------------------- | ---------------------- | ------------------------ |
|  | Das Grimoire Armadel The true Keys of Solomon by Armadel | Ein Lehrbuch für Ritualmagie. Samuel Liddell MacGregor Mathers übersetzte dieses Manuskript. Nach Mathers sollen die Sigille der Schrift aus dem Grimorium Verum stammen. Das würde bedeuten, dass das Grimoire Armadel Mitte des 17. Jahrhunderts überarbeitet worden ist und nach Frankreich in die Bibliotheque d'Arsenal in Paris gelangte, wo es auch von Mathers gefunden und übersetzt wurde | unbekannt                    | 1202                   | British Museum of London |
|  | Picatrix Ġāyat al-ḥakīm                                  | Eine Zusammenstellung aus Texten der Magie, Astrologie und Talismankunde. Der ursprünglich arabische Text wurde im Auftrag Alfons’ des Weisen ins Spanische übersetzt. Diese noch in Fragmenten erhaltene Übersetzung bietet Grundlage für die spätere lateinische Ausgabe. | angeblich Maslama al-Magriti | 1240                   | unbekannt                |
|  | Epistola de secretis artis et naturae                    | Bacon beschreibt und ahnt zahllose Maschinen, Fahrzeuge, Luftschiffe usw. voraus. Die Realität der Magie wird nicht angezweifelt, es wird jedoch großen Wert auf eine Unterscheidung zwischen der satanischen und der damals erlaubten Magia naturalis gelegt. | Roger Bacon                  | zwischen 1260 und 1286 | unbekannt                |
|  | Sepher Raziel HaMalach auch: Buch Raziel                 | Eine Zusammenstellung mystischer, magischer und astrologisch-kabbalistischer Texte | unbekannt                    | 13. Jahrhundert        | British Library, Dresden |
|  | Buch Abramelin                                           | Das Werk besteht aus vier Büchern. Buch I beinhaltet Abrahams magischen Lebensweg als Reisegeschichte. Buch II enthält eine magisch-sympathetische Rezeptsammlung. Buch III dokumentiert einen Ritus der Bändigung dienstbarer Geister zur höheren Ehre Gottes unter dem Patronat des Schutzengels. Buch IV ist eine Liste magischer Buchstabenquadrate.                                            | Abraham von Worms            | 1387 dt. 1458          | erster Druck Köln        |
|  | Liber de Throno Salomonis                                | Mittels Beschwörungen werden sechs Voraussetzungen für den Aufstieg der Seele zu Gott beschrieben (Jungfräulichkeit, Disziplin, Wissen, Gehorsamkeit, Gott preisen, Menschlichkeit). Es existieren mehrere Schriften unter demselben oder vergleichbarem Titel | angeblich Salomo             | Mittelalter            | unbekannt                |

### Renaissance (15. und 16. Jahrhundert)
|  | Titel | Inhalt/Anmerkungen | Autor                                     | Zeitalter/Jahr                          | Ort/Aufbewahrungsort                                                                                        |
|  | --- | --- | ----------------------------------------- | --------------------------------------- | --- |
|  | De Occulta Philosophia                                                                                     | Agrippas Hauptwerk. Er versucht, auf der Grundlage der neuplatonischen Mystik eine Synthese aus den christlichen Ideen und der Magie herzustellen. In diesem Werk werden verschiedene okkulte Wissenschaften und Naturwissenschaften miteinander verbunden. Die Geheimnisse der Natur sollen durch die (weiße) Magie entschlüsselt werden. Als Grimoire im eigentlichen Sinn kann nur das pseudepigraphe Liber quartus de occulta philosophia gelten, das in den Werkausgaben Agrippas enthalten ist, aber nicht von Agrippa stammt. In Sammelausgaben sind dem Werk zahlreiche ältere Zauberschriften beigegeben | Heinrich Cornelius Agrippa von Nettesheim | erste Auflage 1510, zweite Auflage 1533 | Antwerpen, Paris und Köln                                                                                   |
|  | Arbatel de Magia Veterum                                                                                   | Dieser erste bekannte Teil des Arbatels besteht aus 49 Aphorismen und ist bzw. soll eine Einleitung in die Magie sein. Des Weiteren geht es um die Beschwörung und den Glauben an die sogenannten Planetengeister. Insgesamt soll es ursprünglich aus neun Teilen bestanden haben, die jedoch nicht mehr existieren bzw. historisch nicht mehr nachweisbar sind. | unbekannt                                 | vermutlich zwischen 1530 und 1560       | unbekannt                                                                                                   |
|  | Das Heptameron oder Elemente der Magie lat.: Heptameron seu elementa magica                                | Es enthält Sammlungen magischer Kreise und Beschwörungsformeln zur Geisterzitierung. Das Buch wurde zuerst 1559 als Anhang des 4. Buches von Agrippas De Occulta Philosophia, später als eigenständiges Buch publiziert. | Pietro d’Abano zugeschrieben              | 1559                                    | unbekannt                                                                                                   |
|  | Libellus Veneri Nigro Sacer                                                                                | Enthält einen magischen Kreis sowie Siegel und Anweisungen zur Beschwörung der Venus. | John Dee                                  | 1580                                    | unbekannt                                                                                                   |
|  | De Heptarchia Mystica                                                                                      | Vom Stil her ist es an die salomonischen Schriften angelehnt. Es enthält ein System der Beschwörung von 49 planetaren Engeln, sowie die Beschreibung ihrer Hierarchie und der zur Beschwörung nötigen Hilfsmittel. Erhalten in Sloane MS 3191 und in einer von Elias Ashmole gefertigten Abschrift als Sloane MS 3678. | John Dee                                  | 1582 bis 1583                           | British Library                                                                                             |
|  | Liber Loagaeth auch: Buch Henoch oder Liber Mysteriorum Sextus et Sanctus                                  | Diese Schrift besteht aus 48 Tafeln mit jeweils 49 mal 49 Feldern und war ein wichtiges Hilfsmittel bei der Entstehung des henochischen Systems. Erhalten als Sloane MS 3188 und Sloane MS 3189. | John Dee                                  | ca. 1584                                | British Library                                                                                             |
|  | Liber Scientiae, Auxilii, et Victoria Terrestris Das Buch des Wissens, der Hilfe, und des irdischen Sieges | Es enthält systematische Anrufungen der vier Hierarchien henochischer Engel. Erhalten in Sloane MS 3191. | John Dee                                  | 1584                                    | British Library of London                                                                                   |
|  | Buch Soyga Book of Soyga oder auch Aldaraia (henochisch „der Wille Gottes“)                                | Beschwörungen und Anleitungen zur Magie mit 36 großen Tabellen, gefüllt mit Einzelbuchstaben. | unbekannt                                 | 16. Jahrhundert                         | British Library (Sloane MS. 8), Bodleian Library unter dem Titel Aldaraia sive Soyga vocor (Bodley MS. 908) |
|  | Astronomische Geomantie                                                                                    | Die Schrift, die meist in Sammelausgaben der De Occulta Philosophia eingebunden ist, enthält Fragen von 12 sog. Häusern | Gerhard von Cremona                       | Renaissance                             | unbekannt                                                                                                   |
|  | Einleitung in die Lehre von den sublunarischen Dämonen                                                     | Der weitere Titel des Buches erklärt den Inhalt: Über den Ursprung, die Namen, Verrichtungen, Täuschungen, die Macht, die Weissagungsgabe und die Wunder dieser Geister sowie über die Mittel, durch welche sie vertrieben werden. Es wird meist in Sammelausgaben der De Occulta Philosophia eingebunden | Georg Pictorius                           | Renaissance                             | unbekannt                                                                                                   |
|  | Die Geist-Kunst, welche der höchste Schöpfer dem Salomo geoffenbart                                        | Das Buch ist meist in Sammelausgaben der De Occulta Philosophia eingebunden und wird dem Arbatel zugeordnet. Es werden die Künste, einen Geist herbeizurufen erklärt, sowie die dazu benötigten Gegebenheiten, wie Mondzeiten, Anrede, Gebete etc. | unbekannt                                 | Renaissance                             | unbekannt                                                                                                   |
|  | Von den Gattungen der Ceremonialmagie Goetie                                                               | Diese Schrift gibt Anleitungen und Erklärungen an. Es werden nacheinander verschiedene Themen angesprochen: Nekromantie, Anthropomantie, Leconomantie, Gastromantie, Kaptromantie, Onimantie, Hydromantie, Geomantie, Pyromantie, Aeromantie, Kapnomantie, Ceromantie, Ichthyomantie, Onomantie, Thephramantie, Botanomantie, Sykomantie, Axiomantie, Libanomantie, Chiromantie, Coscinomantie, Opferwahrsagung, Auspizien, Vorzeichen, Träume, Siegel, Charaktere, Amulette und Talismane. | Georg Pictorius                           | Renaissance                             | unbekannt                                                                                                   |

### 17. und 18. Jahrhundert
|  | Titel                                        | Inhalt/Anmerkungen | Autor            | Zeitalter/Jahr | Ort/Aufbewahrungsort |
|  | -------------------------------------------- | --- | ---------------- | -------------- | -------------------- |
|  | Clavicula Salomonis et Theosophia pneumatica | Die meisten Teile stimmen mit dem Arbatel überein. Der Anhang, der sich im Stil nach Paracelsus richtet, behandelt die Heilung von Krankheiten. Ein Arzt kann nur Krankheiten heilen, die auf natürlichen Ursachen und den schädlichen Einfluss von Planeten beruhen. Die Medizin versagt, wenn Gott der Menschheit Krankheiten oder Seuchen schickt. | angeblich Salomo | 1686           | unbekannt            |
|  | Semiphoras et Shemhamphoras Salomonis Regis  | Der Titel ist nach dem kabbalistischen Schemhamphorasch gebildet. Nach einer Aufzählung göttlicher Namen folgt eine Darstellung der himmlischen Hierarchien, sowie eine Erklärung, wie die Macht der Engel in den Tierkreiszeichen wirkt. Die Schrift lehnt sich an Agrippa und Paracelsus an.                                                        | angeblich Salomo | 1686           | unbekannt            |

### 19. Jahrhundert
|  | Titel                     | Inhalt/Anmerkungen | Autor                        | Zeitalter/Jahr | Ort/Aufbewahrungsort |
|  | ------------------------- | --- | ---------------------------- | -------------- | -------------------- |
|  | Der Philosophische Merlin | Das erste eigenständige britische Grimoire der Neuzeit, lehnt sich an frühere französische Werke an und benennt entsprechend als Autor Napoleon Bonaparte. Es enthält zusätzlich ein eigenständiges astrologisches System der Schicksalsdeutung, das sich an das I-Ging anlehnt. | angeblich Napoleon Bonaparte | 1822           | unbekannt            |

### Schriften ohne Datierung
|  | Titel                 | Inhalt/Anmerkungen | Autor            | Zeitalter/Jahr | Ort/Aufbewahrungsort |
|  | --------------------- | ------------------ | ---------------- | -------------- | -------------------- |
|  | Hygromantia Salomonis |                    | angeblich Salomo | unbekannt      | unbekannt            |

## Schriften der Alchemie
Die Schriften der Alchemie sind von den magischen Schriften nicht unmittelbar zu trennen. So enthält das Gesamtwerk des Paracelsus neben chemischen Grundlagen, auch die unterschiedlichen Arten der Nekromantie, entsprechend stellen die vorwiegend alchemistischen Werke, ein eigenes Subgenre des magischen Schriften dar.
|                                                    | Titel                                           | Inhalt/Anmerkungen | Autor      | Zeitalter/Jahr  | Ort/Aufbewahrungsort |
| -------------------------------------------------- | ----------------------------------------------- | --- | ---------- | --------------- | -------------------- |
|                                                    | Das Buch betreffend die Tinktur der Philosophen | Im Mittelpunkt des Buches steht eine allgemeine Verteidigung der Alchemie gegenüber dem Sophismus, sowie eine grundlegende Einführung in die verwendeten Techniken und Herstellung der benötigten Elemente. Im Gegensatz zu einer rein naturwissenschaftlichen Schrift kennzeichnet das Werk ein mystisches Verständnis der besprochenen Prozesse, stellt aber weder eine philosophische Schrift noch ein Rezeptbuch dar. | Paracelsus | 1608, Frankfurt | unbekannt            |
| Holzschnitt zur Veranschaulichung der Illumination | Der Rosenkranz der Philosophen                  | Der Rosenkranz der Philosophen, ist eines der detailliertesten und umfassendsten Gesamtdarstellung der Alchemie, bevor sich die Chemie als eigenständiger Wissenschaftszweig etablieren konnte. Im Zentrum des Werks stehen ausführliche Herstellungsanweisungen, sowie deren philosophische Konzepte, die bis in die Antike zurückreichen.                                                                               | unbekannt  | 1550, Frankfurt | Universität Glasgow  |

## Magische Gebete
Diese Schriften werden der Kirche zugeschrieben. Unter Namen von Päpsten oder Geistlichen veröffentlicht, enthalten diese Bücher Anrufungen zu Heiligen, magische Gebete, zahlreiche Schutzbeschwörungen sowie Beschwörungen von Engeln, aber auch von Geistern und Dämonen. Meist wurden diese Schriften nur unter den Namen von Päpsten veröffentlicht und stammen nicht von den jeweiligen Personen.

### Schriften bis 500 n. Chr.
|  | Titel                                          | Inhalt/Anmerkungen | Autor     | Zeitalter/Jahr         | Ort/Aufbewahrungsort |
|  | ---------------------------------------------- | --- | --------- | ---------------------- | -------------------- |
|  | Sepher Ha Razim auch: Das Buch der Geheimnisse | In sieben Teilen werden sieben Himmel und deren Engel beschrieben. Es folgen magische Anweisungen zur Anrufung der Engel | unbekannt | 3. Jahrhundert n. Chr. | unbekannt            |

### Mittelalter
|  | Titel                                     | Inhalt/Anmerkungen | Autor                             | Zeitalter/Jahr          | Ort/Aufbewahrungsort                 |
|  | ----------------------------------------- | --- | --------------------------------- | ----------------------- | ------------------------------------ |
|  | Lorscher Bienensegen                      | Ein Gebet in althochdeutscher Sprache zum Schutz der Bienen | unbekannt                         | 10. Jahrhundert         | ursprünglich Kloster Lorsch          |
|  | Nine Herbs Charm auch Nine Worts Galdor   | Der altenglische Neunkräutersegen oder -zauber beschreibt die Wirkung und Zubereitung von neun Heilkräutern und ist in der Lacnunga überliefert. | unbekannt                         | 9. oder 10. Jahrhundert | British Library Harley 585           |
|  | Millstätter Blutsegen                     | Ein magisches Gebet zum Abbeten von Krankheiten | unbekannt                         | frühes 12. Jahrhundert  | Benediktinerstift Millstatt, Kärnten |
|  | Das Geheimnis der heiligen Gertrudis      | Eine Sammlung der sog. Gertrudenbücher, die aus fünf Teilen besteht. Der erste Teil gedruckt 1508 in Köln, dem Karmeliter-Kloster St. Clare zugeschrieben, enthält Psalmen und magische Beschwörungen in Gebetsform um verborgene Schätze zu finden. Der zweite Teil beinhaltet Anrufungen und Siegel verschiedener Geister, magische Gebete und Psalmen. Im dritten Teil (Köln 1502) befinden sich Anweisungen zum magischen Gebrauch der Psalmen. Das vierte Buch gibt in lateinischer Sprache eine Liste von Engeln, sowie die 72 Namen Gottes an. Der letzte Teil (datiert Rom 1403) beinhaltet einen Hauptzwang der Geister | unbekannt                         | ältester Teil 1403      | ältester Ort Rom                     |
|  | Neuntägiges Gebet zur hl. Jungfrau Corona | Ein magisches Gebetbuch zur Heiligen Corona gegen Not und Armut mit Psalmen, zahlreichen Gebeten und Ermahnungen, sowie Anrufungen der Namen Gottes | Kartäuser-Priester Romuald Geiger | 1470                    | unbekannt                            |

### 16. und 17. Jahrhundert
|  | Titel                                                                                            | Inhalt/Anmerkungen | Autor                        | Zeitalter/Jahr           | Ort/Aufbewahrungsort             |
|  | ------------------------------------------------------------------------------------------------ | --- | ---------------------------- | ------------------------ | -------------------------------- |
|  | Nobilis Johannes Kornreutheri Ordinis St. Augustinis Prioris Magia Ordinis artium et scientiarum | Eine lateinische Schrift. Nach der Beschreibung eines magischen Kreises folgen Anweisungen zur Anrufung von 5 Geistern und deren Siegel. Die Schrift endet mit einem Gebet                                           | Johannes Kornreuther         | 1515                     | unbekannt                        |
|  | Enchiridion Leonis Papae auch: Enchiridion manuale Leonis Papae                                  | Eine Sammlung von Segens- und Beschwörungsformeln. Papst Leo III. soll dieses Buch Karl dem Großen geschenkt haben. Die deutsche, leicht abgewandelte Übersetzung ist Der Geistliche Schild (oder Colomanusbüchlein) | Papst Leo III. zugeschrieben | erster Druck 1525        | Rom                              |
|  | Unterricht vom Gebrauch des Erdspiegels                                                          | Eine Handschrift, in der nach Gebeten und Psalmen die Anrufung verschiedener Geister erfolgt. Die Geister sollen dann in einem Spiegel erscheinen und alle Fragen beantworten, die man ihnen stellt.                 | Pater Franziscus Seraph      | 1558                     | Kapuziner-Kloster, Immenstadt    |
|  | Der Geistliche Schild auch: Colomanusbüchlein                                                    | Die deutsche, leicht abgewandelte Übersetzung des Enchiridion Leonis Papae, die u. a. den Zachariassegen beinhaltet                                                                                                  | unbekannt                    | 1647                     | unbekannt                        |
|  | Benedictionale der Kapuziner                                                                     | Ein Gebetbuch, das Beschwörungen zur Abwehr gegen Hexen und Teufel sowie Konzeptionszettel enthält. Um gesegnet zu werden, mussten geweihte Münzen gezahlt werden.                                                   | Kapuzinerorden               | Zeit der Hexenverfolgung | unbekannt                        |
|  | Der Cyprianus                                                                                    | Ein Auszug aus den bekanntesten deutschen Beschwörungen, vor allem aus Clavicula Salomonis et Theosophia pneumatica                                                                                                  | unbekannt                    | Ende 17. Jahrhundert     | Königliche Bibliothek Kopenhagen |

### 18. Jahrhundert
|  | Titel                                        | Inhalt/Anmerkungen | Autor     | Zeitalter/Jahr    | Ort/Aufbewahrungsort           |
|  | -------------------------------------------- | --- | --------- | ----------------- | ------------------------------ |
|  | Das Christoph-Gebet auch Christophorusgebet  | Eine magische Handschrift mit Beschwörungs-, Verfluchungs- und Anrufungsformeln | Jesuiten  | 1763              | Kloster der Jesuiten, Augsburg |
|  | Conclavis Romanis, die kräftigste Geistkunst | Eine Anleitung sich durch Gebete, Zwangsmittel und Zitierungen gute und böse Geister dienstbar zu machen, sowie ein Exorzismus | unbekannt | ca. 1782          | unbekannt                      |
|  | Romanus-Büchlein                             | Eine Sammlung von Bannsegen, Beschwörungs-, Segens- und Bittformeln. Die Herkunft des Namens ist ungeklärt. Wahrscheinlich ist mit dem Namen Romanus der Heilige Romanus gemeint. | unbekannt | 1788              | unbekannt                      |
|  | Schimmusch Tehillim Der Gebrauch der Psalmen | Eine Auswahl von Psalmen in deutsch-hebräischer Sprache für magische Zwecke. Es wird beim Psalmenzauber vor allem die Auswahl der magischen Bedeutung des Zahlenwertes berücksichtigt, z. B. sind Psalm Nr. 35 und 72 sehr wichtig, weil diese Zahlen im Hebräischen für den Namen Gottes stehen | unbekannt | erster Druck 1788 | unbekannt                      |

### Schriften ohne Datierung
|  | Titel                                               | Inhalt/Anmerkungen                                                                                       | Autor                              | Zeitalter/Jahr | Ort/Aufbewahrungsort |
|  | --------------------------------------------------- | --- | ---------------------------------- | -------------- | -------------------- |
|  | Daß durch einen Geist alle Dinge geoffenbart werden | Magische Gebete und Beschwörungen, um von einem Geist Wissen zu erlangen                                 | Kartäuser-Priester Fr. Rom. Geiger | unbekannt      | Köln                 |
|  | Engel-Hülfe zu Schutz und Schirm in großen Nöthen   | Der Titel der Schrift ist aus dem Mittelhochdeutschen. Enthalten sind magische Segensformeln und Gebete. | unbekannt                          | unbekannt      | unbekannt            |

## Zauberschriften des Volksglaubens
Meist christlich-magische Schatzzauberbücher vermischt mit volkstümlichem Aberglauben und Volksglauben. Diese Schriften enthalten Beschwörungen zu Dämonen und Schutzgebete zu Gott und Heiligen, damit man zu Reichtum gelangen, den Feind vernichten oder Gesundheit erhalten kann. Meist sind diese Bücher ohne Angaben von Datierung und Autoren. Der Grund dafür ist, dass diese Bücher von mehreren Generationen einer Familie erstellt wurden und sozusagen eine Art Hausbuch darstellen.

### Mittelalter
|  | Titel                                         | Inhalt/Anmerkungen | Autor     | Zeitalter/Jahr  | Ort/Aufbewahrungsort              |
|  | --------------------------------------------- | --- | --------- | --------------- | --------------------------------- |
|  | Douze Anneaux auch: The Grimoire of Abognazar | Eine kurze französische Abhandlung über magische Kreise, die in mehreren Manuskripten vorhanden ist. Enthält zahlreiche Abbildungen von Talismanen und magischen Werkzeugen. Ein anderes Werk trägt den Titel Le Livre d'Or, touchant les vertus et les caracteres des Poeaumes du Prophete David und enthält ein Glaubensbekenntnis des Athanasius. | unbekannt | 1202            | British Library Lansdowne MS 1202 |
|  | Taglöhners Gebet                              | Es enthält 3 Gebete und eine Anweisung, wie man dadurch zu Geld kommen kann | unbekannt | 1470            | Kartäuserkloster Buxheim          |
|  | Galdrabok                                     | Dieses Zauberbuch beschreibt Runen und magische Zeichen, enthält Zaubersprüche und Schutzgebete und zählt Dämonen und Unglückstage auf. | unbekannt | Spätmittelalter | Island                            |

### 16. und 17. Jahrhundert
|  | Titel | Inhalt/Anmerkungen | Autor     | Zeitalter/Jahr | Ort/Aufbewahrungsort     |
|  | --- | --- | --------- | -------------- | ------------------------ |
|  | Der goldene Habermann                                                                                        | Nach einem Gebet zu Gott und den Erzengeln wird eine Beschwörung der Geister und ihre Siegeln angegeben, damit diese einem sieben Millionen an gangbaren Goldstücken bringen. Unter diesem Titel kursieren mehrere Schriften in ähnlicher oder abgewandelter Form und Inhalt, wie es auch bei vielen anderen Zauberschriften der Fall ist (z. B. Der goldene Habermann, Sachsen-Weimar 1601 oder Habermann, Mindelheim 1401)                                                                   | unbekannt | 1505           | Kapuziner-Kloster Füssen |
|  | Der hl. Corona Schatzgebet                                                                                   | Ein magisches Gebetbuch zur Heiligen Corona mit Beschwörungen und Anrufungen zum Auffinden von Schätzen | unbekannt | 1636           | unbekannt                |
|  | Le Génie et Le Trésor du Vieillard des Pyramides dt.: Das Genie und der Schatz des alten Mannes der Pyramide | Ein Lehrbuch der Zauberei. Es unterrichtet die richtige Anwendung der Talismane, die Methoden, um Geister aller Art zu beschwören, sie herbeizurufen und somit alles zu erreichen, was man will. Das Buch enthält auch einen Schutz gegen Verhexungen. Im Anhang befindet sich das La Chouette noire (dt.: Die schwarze Eule), das Mittel beschreibt, um alles zu finden, was die Erde an Wertvollem enthält. Die spätere Ausgabe des Schwarzen Hühnchens (La poule noire) richtet sich danach | unbekannt | 1652           | unbekannt                |

### 18. Jahrhundert
|  | Titel                                                                     | Inhalt/Anmerkungen | Autor     | Zeitalter/Jahr | Ort/Aufbewahrungsort |
|  | ------------------------------------------------------------------------- | --- | --------- | -------------- | -------------------- |
|  | Danielis Caesaris Spiritus Familiaris                                     | Eine Pergamenthandschrift mit einem Rezept für ein Rauchwerk, es folgen Charaktere und magische Handlungen, um sich einen Geist dienstbar zu machen | unbekannt | 1730           | unbekannt            |
|  | Die Schwarze Henne La Poule Noire, Die schwarze Henne mit dem goldenen Ei | Ein Zauberbuch, in dem ein französischer Offizier von einem Magier durch das Geheimnis der schwarzen Henne Gold finden kann. Eine schwarze Henne muss ein Ei ausbrüten, während ihr die Augen verbunden sind. Das geschlüpfte Küken hat dann die Fähigkeit, verstecktes Gold zu finden. | unbekannt | 1740           | Frankreich           |

### Schriften ohne Datierung
|  | Titel                                                    | Inhalt/Anmerkungen | Autor     | Zeitalter/Jahr | Ort/Aufbewahrungsort  |
|  | -------------------------------------------------------- | --- | --------- | -------------- | --------------------- |
|  | Arcanum Experimentia praetiosum                          | Ein Beschwörungsbuch mit Anleitungen, um sich Geister dienstbar zu machen | unbekannt | unbekannt      | Kloster Salmansweiler |
|  | Ein oft probirtes Stück, wie man einen Schatz heben soll | Eine Schrift, die durch eine Forderung an JHWH, Geist- und Seelenbeschwörung, Zitierung eines Geistes und Gebeten das Auffinden von Schätzen ermöglichen soll                                                                                | unbekannt | unbekannt      | unbekannt             |
|  | Das heilige Sales-Büchlein oder die Glücks-Ruthe         | Ein Buch, in dem mittels Beschwörungen und Gebete die Herstellung einer Art von Wünschelrute zum Auffinden von Schätzen beschrieben wird. Der Text enthält eine angebliche Beschreibung von Paracelsus über Wünschelruten                    | unbekannt | unbekannt      | unbekannt             |
|  | Segenszettel                                             | Bezeichnung verschiedener geweihter Zettel des Volksglaubens, die magische und christliche Formeln beinhalten und zum Schutz verwendet wurden. Dazu zählen Agathazettel, Benediktussegen, Breverl, Dreikönigszettel oder der Zachariassegen. | unbekannt | diverse        | unbekannt             |

## Magische Rezepte
Diese Bücher enthalten kuriose magische Rezepte gegen Krankheiten, zum Schutz vor Feinden, für Reichtum, Liebe etc. Es werden auch Abhandlungen über astrologische und magische Einflüsse auf die Psyche des Menschen erklärt. Oft wurden diese Schriften von sog. Quacksalbern oder Scharlatanen erstellt, um mit diesen zweifelhaften Rezepten vom einfachen Volk, das sich keinen teuren Arzt leisten konnte, Geld zu erlangen.

### Schriften des Mittelalters
|  | Titel    | Inhalt/Anmerkungen | Autor     | Zeitalter/Jahr      | Ort/Aufbewahrungsort       |
|  | -------- | --- | --------- | ------------------- | -------------------------- |
|  | Lacnunga | Eine Sammlung altenglischer Texte, die Anweisungen zu Heilmethoden durch Zaubersprüche und Segen gibt und u. a. den Nine Herbs Charm beinhaltet. | unbekannt | ca. 11. Jahrhundert | British Library Harley 585 |

### 16. Jahrhundert
|  | Titel                   | Inhalt/Anmerkungen | Autor                | Zeitalter/Jahr | Ort/Aufbewahrungsort |
|  | ----------------------- | --- | -------------------- | -------------- | -------------------- |
|  | Magische Unterweisungen | Das Buch, welches höchstwahrscheinlich nicht aus Paracelsus’ Feder stammt, enthält magische Rezepte zur Herstellung einer Tinktur, Planetenkonstellationen und Beschwörungen | angeblich Paracelsus | 1532           | Kloster Lorch/Pfalz  |

### 18. Jahrhundert
|  | Titel | Inhalt/Anmerkungen | Autor                        | Zeitalter/Jahr       | Ort/Aufbewahrungsort |
|  | --- | --- | ---------------------------- | -------------------- | -------------------- |
|  | Geheimnisvoller Heldenschatz, oder der vollständige egyptische Magische Schild                                                          | Eine Pergamenthandschrift in Form einer Sammlung von alten Hausmitteln und magischen Rezepturen, ähnlich dem sechsten und siebenten Buch Mosis | Johannes Staricius           | 1750                 | Köln und Weimar      |
|  | Le Grand et le Petit Albert vollständiger Titel: Les Secrets merveilleux de la magie naturelle et cabalistique du grand et petit Albert | Ein französisches Zauberbuch. Zu Beginn eine Abhandlung über die Liebe und die Planeteneinflüsse, dann folgen Darstellungen und Anweisungen zur Herstellung von Talismanen der Planeten mit Tafeln und Feldern, die sich nach der De Occulta Philosophia richten. Es folgen Gebete und Beschwörungen, Rauchwerk der Planeten, der Gebrauch der Mandragora (Alraune), magische Kreise, Rezepte und Tabellen der Sonne. | Frater Héritiers de Beringos | 1782                 | Lyon                 |
|  | Das sechste und siebente Buch Mosis | Kuriose magische Rezepte | angeblich Mose               | erste Erwähnung 1797 | unbekannt            |
|  | Ägyptische Geheimnisse | Eine Sammlung von kuriosen magischen Rezepten gegen Krankheit, für Reichtum, zum Schutz vor Feinden, Liebe zu gewinnen, etc. Es existiert noch eine spätere Ausgabe mit ähnlichem Inhalt unter dem Titel Der mährische Albertus | angeblich Albertus Magnus    | Ende 18. Jahrhundert | unbekannt            |

### Schriften ohne Datierung
|  | Titel                                                      | Inhalt/Anmerkungen | Autor                     | Zeitalter/Jahr | Ort/Aufbewahrungsort |
|  | ---------------------------------------------------------- | --- | ------------------------- | -------------- | -------------------- |
|  | De secretis mulierum auch: Über die Geheimnisse der Frauen | Es werden die Schwangerschaft und magisch-astrale Einflüsse auf Mutter und Kind behandelt. Das Buch wurde nur unter Albertus Magnus veröffentlicht und stammt mit Sicherheit nicht von ihm.                                                           | angeblich Albertus Magnus | unbekannt      | unbekannt            |
|  | Geheime Kunst-Schule magischer Wunderkräfte                | Die Einleitung enthält ein Rezept für eine magische Räucherung. Danach folgen 95 Anwendungen für das Rauchwerk, z. B. gegen Krankheit, den Feind verfluchen, Schutz des Hauses etc. Meist als Anhang des sechsten und siebenten Buch Mosis publiziert | unbekannt                 | unbekannt      | unbekannt            |